# Sagres (freguesia)

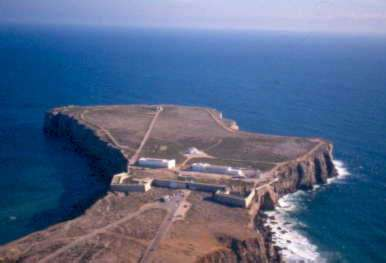
Ponta de Sagres, antic "Promontorium Sacrum" romà dedicat al déu Saturn.

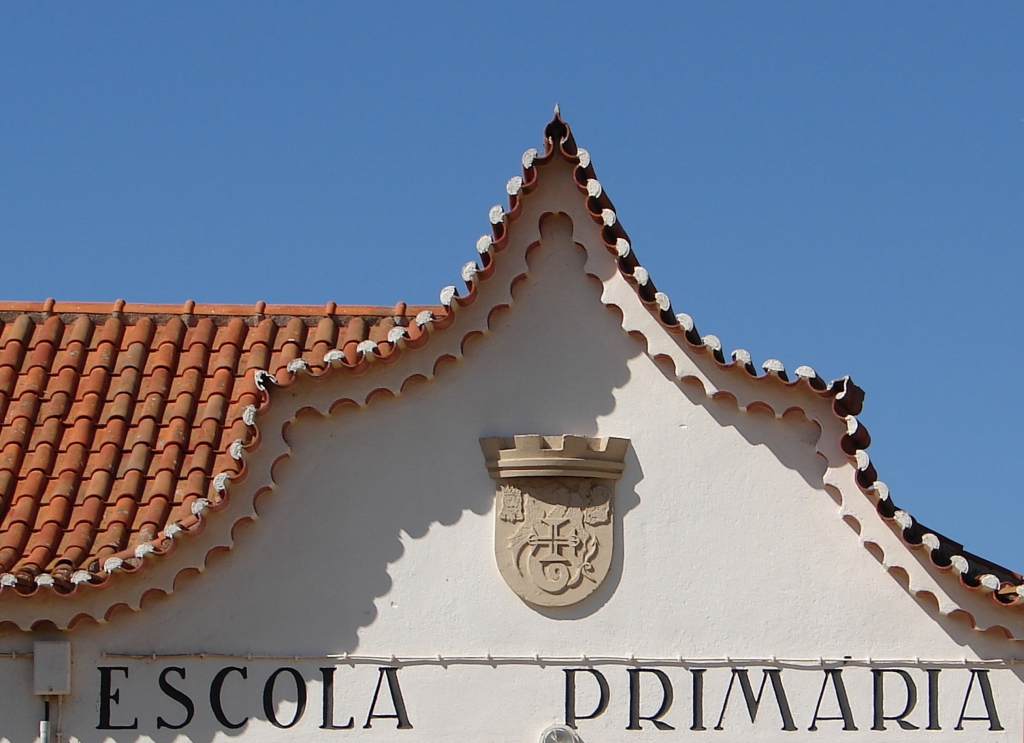
Escola Primària de Sagres

Sagres és una freguesia portuguesa del concelho de Vila do Bispo, de 34,28 km² de superfície i 1.939 habitants (2001). La seva densitat de població és de 56,6 hab/km².
És coneguda pel fet que fou la seu de l'Escola de Sagres, escola nàutica que l'Infant Enric el Navegant hi va fundar al segle XV (l'infant Enric va morir en aquesta localitat el 13 de novembre de 1460).

## Llocs d'interès
- Escola de Sagres
- Fortalesa de Sagres
- Cap de Sant Vicenç, símbol dels descobriments portuguesos del segle xv.